# Mtel CG
M:tel CG je crnogorski telekomunikacijski operater sa sjedištem u Podgorici. Tvrtka je u joint venture vlasništvu tvrtki Telekom Srbije (51%) i Telekom Srpske (49%).

## Povijest
9. svibnja 2007. tvrtka je dobila dozvolu da postane treći operater mobilne telefonije u Crnoj Gori uz licence za GSM i UTMS tehnologiju. Nakon točno mjesec dana, tvrtka je službeno započela s poslovanjem koristeći pozivni broj 068. U početku je tvrtka bila u joint venture vlasništvu (51% : 49%) između Telekoma Srbije i Ogalar BV (tvrtke sa sjedištem u Nizozemskoj te pod kontrolom Delte Holding).
M:tel CG je objavio kako je tijekom prvog službenog dana rada, prodao 12.000 prepaid paketa sa SIM karticama.
Tvrtka namjerava uložiti 120 milijuna eura te povećati broj zaposlenih na 150. U početku je signal M:tela pokrivao mali prostor od crnogorske obale do Podgorice (oko 30% teritorija zemlje). Zbog toga je jedan od prvotnih ciljeva tvrtke bila dostupnost signala u većini crnogorskih gradova do rujna 2007. Planovi su ostvareni krajem godine kada je pokrivenost signala bila na 90% teritorija a tržišni udio iznosio je između 15 i 20% (690.000 mobilnih korisnika).
M:tel CG je tada objavio kako planira ponuditi usluge fiksne telefonije poput WiMaxa. Taj vid usluge M:tel je počeo nuditi 19. listopada iste godine čime je prekinut monopol T-Coma na crnogorskom tržištu fiksne telefonije. Kao prefiks počeo se koristiti broj 078 koji je u tom trenutku bio dostupan u Podgorici. M:tel se nadao da će omogućiti fiksnu telefoniju i internet usluge u drugim gradovima diljem Crne Gore do kraja godine.
Sredinom studenog 2007. tvrtka je objavila da je njen signal dostupan u svakoj od 21 općine a krajem istog mjeseca crnogorska agencija za telekomunikacije je objavila da je tržišni udio M:tela povećan na 22,66%. Udio konkurentskih operatera ProMonte i T-Mobile u to vrijeme iznosili su 43,47%, odnosno 33,87%.
3. veljače 2010. nizozemska tvrtka Ogalar BV je prodala svoj udio M:tela u iznosu od 49% banjalučkom operateru Telekom Srpske.

## Vanjske poveznice
- Službena web stranica operatera